# Liste der Präsidenten Boliviens
Diese Liste führt die Präsidenten Boliviens auf:
| Nr. | Name                                                                                        | Lebensdaten | Amtszeit                               |
| --- | ------------------------------------------------------------------------------------------- | ----------- | -------------------------------------- |
| 01  | Simón Bolívar Palacios                                                                      | 1783–1830   | 12. August 1825 – 29. Dezember 1825    |
| 02  | Antonio José de Sucre                                                                       | 1795–1830   | 29. Dezember 1825 – 18. April 1828     |
| 03  | José María Pérez de Urdininea                                                               | 1784–1865   | 18. April 1828 – 2. August 1828        |
| 04  | José Miguel de Velasco Franco                                                               | 1795–1859   | 2. August 1828 – 18. Dezember 1828     |
| 05  | Pedro Blanco Soto                                                                           | 1795–1829   | 18. Dezember 1828 – 1. Januar 1829     |
| 06  | José Miguel de Velasco Franco                                                               | 1795–1859   | 1. Januar 1829 – 24. Mai 1829          |
| 07  | Andrés Santa Cruz y Calahumana                                                              | 1792–1865   | 24. Mai 1829 – 17. Februar 1839        |
| 08  | José Miguel de Velasco Franco                                                               | 1795–1859   | 22. Februar 1839 – 10. Juni 1841       |
| 09  | Sebastián Ágreda                                                                            | 1795–1875   | 10. Juni 1841 – 9. Juli 1841           |
| 10  | Mariano Enrique Calvo Cuéllar                                                               | 1782–1842   | 9. Juli 1841 – 22. September 1841      |
| 11  | José Ballivián                                                                              | 1805–1852   | 27. September 1841 – 23. Dezember 1847 |
| 12  | Eusebio Guilarte Vera                                                                       | 1805–1849   | 23. Dezember 1847 – 2. Januar 1848     |
| 13  | José Miguel de Velasco Franco                                                               | 1795–1859   | 18. Januar 1848 – 6. Dezember 1848     |
| 14  | Manuel Isidoro Belzu                                                                        | 1808–1865   | 6. Dezember 1848 – 15. August 1855     |
| 15  | Jorge Córdova                                                                               | 1822–1861   | 15. August 1855 – 9. September 1857    |
| 16  | José María Linares                                                                          | 1808–1861   | 9. September 1857 – 14. Januar 1861    |
| 17  | Regierungsjunta: - José Maria de Achá - Ruperto Fernández - Manuel Antonio Sánchez          |             | 14. Januar 1861 – 4. Mai 1861          |
| 18  | José Maria de Achá                                                                          | 1810–1868   | 4. Mai 1861 – 28. Dezember 1864        |
| 19  | José Mariano Melgarejo                                                                      | 1820–1871   | 28. Dezember 1864 – 15. Januar 1871    |
| 20  | Agustín Morales Hernández                                                                   | 1808–1872   | 15. Januar 1871 – 27. November 1872    |
| 21  | Tomás Frías Ametller                                                                        | 1804–1884   | 28. November 1872 – 9. Mai 1873        |
| 22  | Adolfo Ballivián Coll                                                                       | 1831–1874   | 9. Mai 1873 – 31. Januar 1874          |
| 23  | Tomás Frías Ametller                                                                        | 1802–1882   | 31. Januar 1874 – 4. Mai 1876          |
| 24  | Hilarión Grosolé Daza                                                                       | 1840–1894   | 4. Mai 1876 – 14. April 1879           |
| 25  | Pedro José Domingo de Guerra                                                                | 1809–1879   | 14. April 1879 – 10. September 1879    |
| 26  | Narciso Campero Leyes                                                                       | 1813–1896   | 19. Januar 1880 – 4. September 1884    |
| 27  | Gregorio Pacheco Leyes                                                                      | 1823–1899   | 4. September 1884 – 15. August 1888    |
| 28  | Aniceto Arce Ruiz                                                                           | 1824–1906   | 15. August 1888 – 11. August 1892      |
| 29  | Mariano Baptista Caserta                                                                    | 1832–1907   | 11. August 1892 – 19. August 1896      |
| 30  | Severo Fernández Alonso Caballero                                                           | 1849–1925   | 19. August 1896 – 12. April 1899       |
| 31  | Regierungsjunta: - José Manuel Pando Solares - Serapio Reyes Ortiz - Macario Pinilla Vargas |             | 12. April 1899–25. Oktober 1899        |
| 32  | José Manuel Pando Solares                                                                   | 1848–1917   | 25. Oktober 1899 – 14. August 1904     |
| 33  | Ismael Montes                                                                               | 1861–1933   | 6. August 1904 – 4. August 1909        |
| 34  | Eliodoro Villazón Montaño                                                                   | 1849–1939   | 12. August 1909 – 6. August 1913       |
| 35  | Ismael Montes                                                                               | 1861–1933   | 6. August 1913 – 6. August 1917        |
| 36  | José Gutiérrez Guerra                                                                       | 1869–1939   | 15. August 1917 – 12. Juli 1920        |
| 37  | Regierungsjunta: - Bautista Saavedra Mallea - José María Escalier - José Manuel Ramírez     |             | 13. Juli 1920 – 28. Januar 1921        |
| 38  | Bautista Saavedra Mallea                                                                    | 1870–1939   | 28. Januar 1921 – 1. September 1925    |
| 39  | Felipe Segundo Guzmán                                                                       | 1879–1932   | 1. September 1925 – 12. Januar 1926    |
| 40  | Hernando Siles Reyes                                                                        | 1882–1942   | 12. Januar 1926 – 28. Mai 1930         |
| 41  | Consejo de ministros (Ministerrat)                                                          |             | 28. Mai 1930 – 28. Juni 1930           |
| 42  | Carlos Blanco Galindo                                                                       | 1882–1943   | 25. Juni 1930 – 5. März 1931           |
| 43  | Daniel Salamanca Urey                                                                       | 1869–1935   | 5. März 1931 – 28. November 1934       |
| 44  | José Luis Tejada Sorzano                                                                    | 1881–1936   | 28. November 1934 – 17. Mai 1936       |
| 45  | José David Toro Ruilova                                                                     | 1898–1977   | 17. Mai 1936 – 13. Juli 1937           |
| 46  | Germán Busch Becerra                                                                        | 1904–1939   | 13. Juli 1937 – 23. August 1939        |
| 47  | Carlos Quintanilla Quiroga                                                                  | 1888–1964   | 23. August 1939 – 12. März 1940        |
| 48  | Enrique Peñaranda del Castillo                                                              | 1892–1969   | 12. März 1940 – 20. Dezember 1943      |
| 49  | Gualberto Villarroel López                                                                  | 1908–1946   | 20. Dezember 1943 – 21. Juli 1946      |
| 50  | Néstor Guillén Olmos                                                                        | 1890–1966   | 22. Juli 1946 – 15. August 1946        |
| 51  | Tomás Monje Gutiérrez                                                                       | 1884–1959   | 15. August 1946 – 9. März 1947         |
| 52  | Enrique Hertzog Garaizábal                                                                  | 1896–1980   | 10. März 1947 – 23. Oktober 1949       |
| 53  | Mamerto Urriolagoitia Harriague                                                             | 1895–1974   | 24. Oktober 1949 – 15. Mai 1951        |
| 54  | Hugo Ballivián Rojas                                                                        | 1901–1993   | 16. Mai 1951 – 8. April 1952           |
|     | Hernán Siles Zuazo                                                                          | 1914–1996   | 11. April 1952 – 16. April 1952        |
| 55  | Víctor Paz Estenssoro                                                                       | 1907–2001   | 16. April 1952 – 17. Juni 1956         |
| 56  | Hernán Siles Zuazo                                                                          | 1914–1996   | 17. Juni 1956 – 6. August 1960         |
| 57  | Víctor Paz Estenssoro                                                                       | 1907–2001   | 6. August 1960 – 6. August 1964        |
| 58  | Víctor Paz Estenssoro                                                                       | 1907–2001   | 6. August 1964 – 4. November 1964      |
| 59  | René Barrientos Ortuño                                                                      | 1919–1969   | 4. November 1964 – 26. Mai 1965        |
| 60  | Co-Präsidenten: - Alfredo Ovando Candía - René Barrientos Ortuño                            |             | 26. Mai 1965 – 2. Januar 1966          |
| 61  | Alfredo Ovando Candía                                                                       | 1918–1982   | 2. Januar 1966 – 6. August 1966        |
| 62  | René Barrientos Ortuño                                                                      | 1919–1969   | 6. August 1966 – 27. April 1969        |
| 63  | Luis Adolfo Siles Salinas                                                                   | 1925–2005   | 27. April 1969 – 26. September 1969    |
| 64  | Alfredo Ovando Candía                                                                       | 1918–1982   | 26. September 1969 – 6. Oktober 1970   |
| 65  | Juan Torres Gonzales                                                                        | 1920–1976   | 7. Oktober 1970 – 21. August 1971      |
| 66  | Hugo Banzer Suárez                                                                          | 1926–2002   | 23. August 1971 – 21. Juli 1978        |
| 67  | Juan Pereda Asbún                                                                           | 1931–2012   | 21. Juli 1978 – 24. November 1978      |
| 68  | David Padilla Arancibia                                                                     | 1927–2016   | 24. November 1978 – 6. August 1979     |
| 69  | Wálter Guevara Arze                                                                         | 1912–1996   | 6. August 1979 – 1. November 1979      |
| 70  | Alberto Natusch Busch                                                                       | 1933–1994   | 1. November 1979 – 16. November 1979   |
| 71  | Lidia Gueiler Tejada                                                                        | 1921–2011   | 18. November 1979 – 17. Juli 1980      |
| 72  | Luis García Meza Tejada                                                                     | 1929–2018   | 18. Juli 1980 – 4. August 1981         |
| 73  | Regierungsjunta: - Celso Torrelio Villa - Waldo Bernal Pereira - Óscar Pammo Rodríguez      |             | 4. August 1981 – 4. September 1981     |
| 74  | Celso Torrelio Villa                                                                        | 1933–1999   | 4. September 1981 – 19. Juli 1982      |
| 75  | Guido Vildoso Calderón                                                                      | 1937–       | 21. Juli 1982 – 10. Oktober 1982       |
| 76  | Hernán Siles Zuazo                                                                          | 1914–1996   | 10. Oktober 1982 – 5. August 1985      |
| 77  | Víctor Paz Estenssoro                                                                       | 1907–2001   | 6. August 1985 – 6. August 1989        |
| 78  | Jaime Paz Zamora                                                                            | 1939–       | 6. August 1989 – 6. August 1993        |
| 79  | Gonzalo Sánchez de Lozada                                                                   | 1930–       | 6. August 1993 – 6. August 1997        |
| 79  | Hugo Banzer Suárez                                                                          | 1926–2002   | 6. August 1997 – 7. August 2001        |
| 81  | Jorge Quiroga Ramírez                                                                       | 1960–       | 7. August 2001 – 6. August 2002        |
| 82  | Gonzalo Sánchez de Lozada                                                                   | 1930–       | 6. August 2002 – 17. Oktober 2003      |
| 83  | Carlos Mesa                                                                                 | 1953–       | 17. Oktober 2003 – 9. Juni 2005        |
| 84  | Eduardo Rodríguez                                                                           | 1956–       | 9. Juni 2005 – 22. Januar 2006         |
| 85  | Evo Morales                                                                                 | 1959–       | 22. Januar 2006 – 10. November 2019    |
| 86  | Jeanine Áñez Chávez (interim)                                                               | 1967–       | 11. November 2019 – 8. November 2020   |
| 87  | Luis Arce                                                                                   | 1963–       | seit 8. November 2020                  |